# Saint-Jean-sur-Veyle
Saint-Jean-sur-Veyle es una comuna francesa situada en el departamento de Ain, en la región de Auvernia-Ródano-Alpes.

## Demografía
| 740 | 694 | 690 | 845 | 926 | 958 | 1 009 | 1 076 | 1 149 |
| Para los censos de 1962 a 1999 la población legal corresponde a la población sin duplicidades (Fuente: INSEE [Consultar]) |     |     |     |     |     |       |       |       |